# منظمة الغذاء الكندية للجوعى
منظمة الغذاء الكندية للجوعى(FH)  هي جزء من شبكة الغذاء العالمي للجوعى (FH)،وهي وكالة تنمية دولية مسيحية مكرسة للتنمية المستدامة والاستجابة للطوارئ في جميع أنحاء العالم. وللمنظمة أيضا ولاية محلية، حيث تقدم ورش عمل تدريبية بمنظور عالمي لتأهيل الكنديين للتصدي للفقر في الداخل والخارج بفاعلية.
على الصعيد الدولي، تشارك FH كندا حاليًا مع المجتمعات النامية في 10 بلدان مختلفة. عادة ما تدوم الشراكات بين 7 إلى 9 سنوات، حينئذ تتخرج المجتمعات المحلية مكتفية ذاتيا وتتجه لمساعدة المجتمعات المجاورة على تحقيق نفس التحول.

## نموذج التنمية
FH كندا تسير جنباً إلى جنب مع قادة المجتمع والأسرة - وهي ميزة كبيرة في أعمال التنمية العالمية. فبدلاً من سؤال المجتمعات عن احتياجاتهم، تطلب منظمة FH كندا معرفة ما لديهم بالفعل ومساعدتهم على تطوير رؤيتهم الخاصة للاستدامة ، تقديما لبالغ الاحترام للقيادة المحلية. غالبًا ما تدعم FH كندا المجتمعات في المجالات التالية:
- التعليم[6]
- الصحة والتغذية
- الزراعة
- تنمية المهارات القيادية
- توليد الدخل
- الاستدامة البيئية
- المساواة بين الجنسين

## القيادة
تأسست FH كندا (التي تسمى أصلاً «الأغذية الكندية للجوعي») في عام 1994. كان ديفيد كولينز David Collins ، القس السابق والمبشر في فيتنام والفلبين ، أول رئيس، شغل المنصب حتى عام 2005 ، عندما اختار التركيز بشكل حصري على تدريس نظرة الكتاب المقدس للعالم إلى الكنائس الكندية والقادة المسيحيين.
انضم الرئيس الحالي والرئيس التنفيذي بن هوجندورن Ben Hoogendoorn إلى FH كندا كمتطوع في عام 1997 ، ثم في عام 2001 بدأ العمل مع المنظمة كمدير للعمليات الدولية. أصبح رئيسا مؤقتا في عام 2005 ، وقبل رسميا دوره في عام 2006. على مدى 25 عاما قبل عمله في FH كندا، كان بن يملك ويدير وكالة ناجحة لبيع المعدات الزراعية في فيرنون ، كولومبيا البريطانية.
تأسست الشبكة الدولية لغذاء للجوعي (FH) في عام 1971 على يد الدكتور الأمريكي لاري وارد Dr. Larry Ward .

## التوزيع الدولي للمعدات الطبية (IMED)
وفي عام 2001 ، كان هناك إضافة لمكتب إقليمي في ساسكاتشوان يدير برنامج التوزيع الدولي للمعدات الطبية (IMED) ، وهو برنامج يجمع ويجدد ويرسل معدات المستشفيات المستعملة إلى المستشفيات التي لا تستطيع الحصول على المعدات الكافية. كما يشارك IMED في شحن الغذاء والإمدادات الأخرى إلى حالات الإغاثة عند الحاجة.

## الإشراف المالي
بصفتها عضوًا معتمدًا في المجلس الكندي للجمعيات الخيرية المسيحية، تلتزم FH كندا بمعاييرها الصارمة للمساءلة والسلامة التنظيمية. مع 6 ٪ من الدخل تذهب إلى الإدارة وتكاليف التشغيل و 6 ٪ استثمارت لتوليد الدخل في المستقبل ، 88 ٪ من كل تبرع يذهب مباشرة إلى بناء مجتمعات مستدامة.